# Лиме (Кунео)
Лиме (итал. Lime) је насеље у Италији у округу Кунео, региону Пијемонт.
Према процени из 2011. у насељу је живело 61 становника. Насеље се налази на надморској висини од 398 м.